# Tetsuro Watsuji

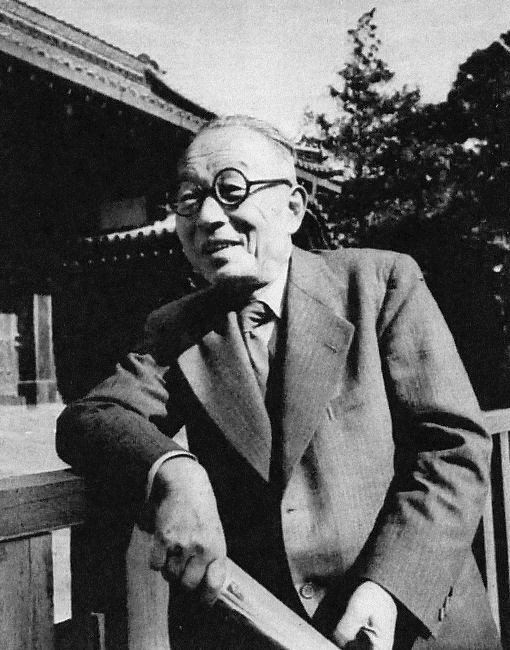
Tetsuro Watsuji

Tetsuro Watsuji (和辻 哲郎, Watsuji Tetsurō; Himeji , 1 maart 1889 – 26 december 1960) was een Japanse moraalfilosoof, cultuurhistoricus en intellectueel geschiedkundige.

## Leven
Watsuji werd geboren in Himeji (Hyogo), als zoon van een arts. In zijn jeugd had hij een voorliefde voor poëzie en een passie voor westerse literatuur. Voor korte tijd was hij mede-uitgever van een literair tijdschrift en bezig met het schrijven van gedichten en toneelstukken. Pas toen hij student was op de "Eerste Hogeschool" in Tokio begon hij zich in filosofie te interesseren, al bleef zijn liefde voor literatuur heel zijn leven duren. In zijn eerste geschriften (tussen 1913 en 1915) liet hij Japan kennismaken met het werk van Soren Kierkegaard en Friedrich Nietzsche. Maar in 1918 keerde hij zich van die positie af. Hij bekritiseerde nu het westerse filosofisch individualisme en viel de invloed ervan op het Japanse denken en het Japanse leven aan. Dit leidde tot een studie over de wortels van de Japanse cultuur, de Japanse Boeddhistische kunst - meer bepaald het werk van de Zen Boeddhist Dogen - inbegrepen. Watsuji toonde ook interesse voor de Japanse schrijver Natsume Soseki, wiens boeken invloedrijk waren in Watsuji's vroege jaren. In 1925 werd Watsuji professor van ethiek aan de Kyoto Universiteit, waar hij samenkwam met de andere leidinggevende filosofen van die tijd, Kitaro Nishida and Hajime Tanabe. Hij bezette de leerstoel voor filosofie van 1934 tot 1949. Tijdens de Tweede Wereldoorlog steunden zijn ethische theorieën (die de superioriteit van de Japanse benadering van de menselijke natuur en van ethiek claimden, en pleitten voor de ontkenning van het Zelf) bepaalde militair-nationalistische groeperingen, waar hij na de oorlog zei spijt van te hebben.
Watsuji stierf op 71-jarige leeftijd. Zijn filosofische invloed zou in Japan nog lang na zijn dood voortleven.